# Alcis leucosis
Alcis leucosis är en fjärilsart som beskrevs av Eugen Wehrli 1943. Alcis leucosis ingår i släktet Alcis och familjen mätare. Inga underarter finns listade i Catalogue of Life.